# Општина Короисанмартин (Муреш)
Короисанмартин (рум. Coroisânmartin) општина је у Румунији у округу Муреш.
Oпштина се налази на надморској висини од 313 m.